# 库尔西 (卡尔瓦多斯省)
库尔西（法語：Courcy，法語發音：[kuʁsi] ⓘ）是法国卡尔瓦多斯省的一个市镇，属于卡昂区。

## 地理
库尔西（48°58'17"N, 0°2'36"W）面积9.12 平方千米，位于法国诺曼底大区卡爾瓦多斯省，该省份为法国西北部沿海省份，北濒大西洋英吉利海峡，东北与滨海塞纳省以海上边界相接，东临厄尔省，南至奧恩省，西与芒什省接壤。
与库尔西接壤的市镇（或旧市镇、城区）包括：若尔、卢瓦尼、旺德夫尔、欧日地区圣皮埃尔。

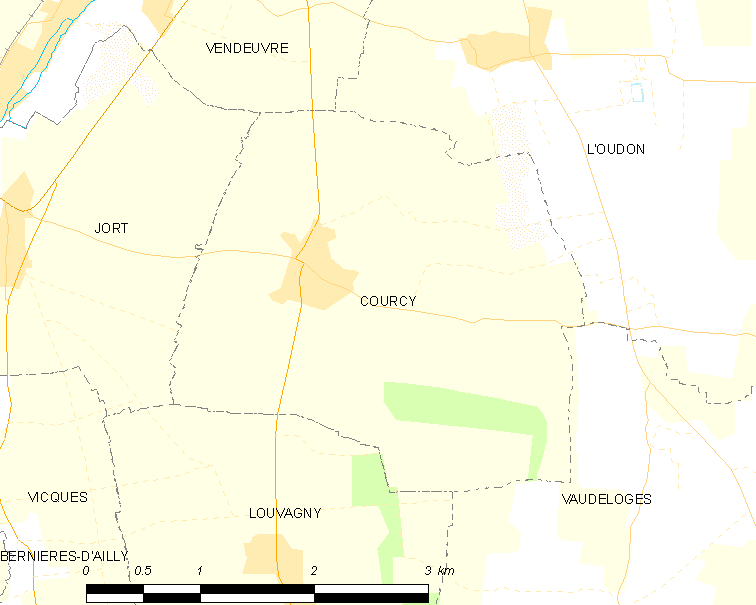
的OSM定位图

库尔西的时区为UTC+01:00、UTC+02:00（夏令时）。

## 行政
库尔西的邮政编码为14170，INSEE市镇编码为14190。

## 政治
库尔西所属的省级选区为法莱斯县。

## 人口

1962-2008年间人口变化图示

库尔西于2022年1月1日时的人口数量为137人。